# Marko Okorn
Marko Okorn, slovenski scenarist in igralec, * 4. april 1951, Ljubljana.

## Nagrade
- Zlata ptica za vloge Ivana v Ruplovih Mrzlih viharjih, jeznih domačijah, Načelnika v Kozakovem Profesorju Klepcu, Jošta v Božičevem Komisarju Krišu in Komolca v Shakespearovi igri Milo za drago – (Drama SNG v Ljubljani, 1980)
- Viktor za Radovednega Tačka – (za najboljšo TV zabavno in razvedrilno oddajo, podeljuje revija Stop, 1996)

## Filmografija
- Dvojne počitnice (2001, TV)
- Peter in Petra (1996, kratki)
- Primer Feliks Langus ali Kako ujeti svobodo (1991, TV) - šef avtoprevoznega podjetja
- Triangel (1992) - Inšpektor
- P. S. (Post scriptum) (1988) - Stane
- Čisto pravi gusar (1987)
- Kormoran (1986) - Natakar
- Vsako jutro dobro jutro (1983, TV)
- Dih (1983)
- Besedni zaklad (1982, kratki)
- Pustota (1982)
- Prestop (1980) - Pena
- Draga moja Iza (1979) - Belogardist
- Vdovstvo Karoline Žašler (1976) - Lojz
- Revolucija (1975, kratki)
- Čarovnik (1973, kratki)